# Мошкин, Александр Семёнович
Александр Семёнович Мошкин (9 мая 1954 — 11 июня 2024) — двукратный чемпион Европы по подводному спорту.

## Карьера
Тренировался в томском клубе подводного спорта  «СКАТ». В 1970 году выполнил норматив мастера спорта.
На чемпионате Европы 1974 года в Потсдаме дважды включался в состав советской эстафетной четвёрки и дважды становился чемпионом. Также завоевал две медали в индивидуальном первенстве.
Скончался 11 июня 2024 года на 71-м году жизни.